# Walerian Iwanowitsch Abakowski

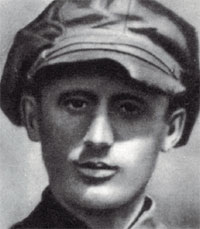
Walerian Iwanowitsch Abakowski

Walerian Iwanowitsch Abakowski (lettisch Valerians Abakovskis; russisch Валериан Иванович Абаковский, Transliteration Valerian Ivanovič Abakovskiy; * 23. Septemberjul. / 5. Oktober 1895greg. in Riga, Russisches Kaiserreich; † 24. Juli 1921 bei Serpuchow) war ein sowjetrussischer Erfinder.

## Leben

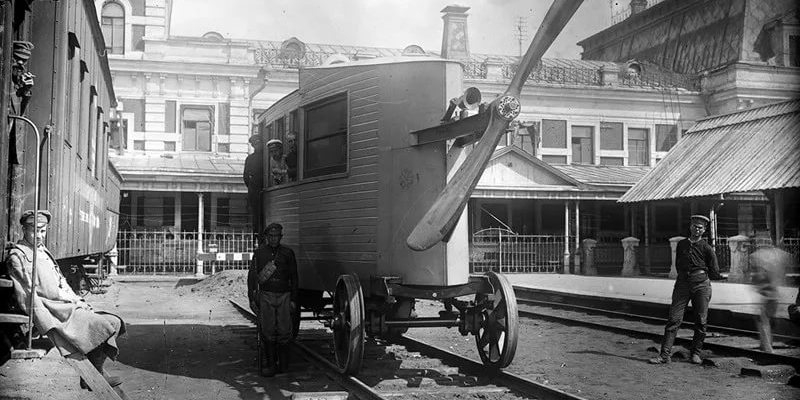
Abakowskis Aerowagon

Abakowski stammte aus einer russisch-lettischen Familie. Er war ab 1919 Chauffeur der Tscheka in Tambow.

## Aerowagon
1920 begann Abakowski einen Luftschrauben-Triebwagen (russisch Aeromotowagon oder Aerowagon) zu konstruieren, der in den Tambower Eisenbahnwerkstätten gebaut wurde. Der Wagen verbrauchte wenig Kraftstoff und konnte auf Testfahrten eine Geschwindigkeit von 140 km/h erreichen, sodass er auf Strecken zwischen weit entfernten Städten für Partei- und Regierungsführer der Sowjetrepubliken von Interesse war.
Am 24. Juli 1921 führte Abakowski mit einem Kollegen und dem ZK-Mitglied Fjodor Sergejew den Aerowagon auf einer Testfahrt von Moskau nach Tula vor. Zu den 21 Fahrgästen gehörten auch ausländische Komintern-Delegierte. Die Testfahrt war eigentlich erfolgreich, aber auf der Rückfahrt entgleiste der Aerowagon bei hoher Geschwindigkeit bei Serpuchow, wobei sechs Personen sofort ums Leben kamen und eine Person später im Krankenhaus an den erlittenen Verletzungen starb. Die sieben Toten waren der Bulgare Iwan Konstantinow, der Australier Paul Freeman, der Brite Will Hewlett, die deutschen Gewerkschafter Oskar Hellbrück und Otto Strupat, sowie Fjodor Sergejew und der Konstrukteur Abakowski selber. Alle wurden in Moskau auf dem Roten Platz an der Kremlmauer begraben.
Die Entwicklung des Aerowagons wurde zunächst nicht fortgeführt. Erst zum Ende der 1920er Jahre wurde in Deutschland von Franz Kruckenberg der Schienenzeppelin entwickelt, der im Juni 1931 mit einer Höchstgeschwindigkeit von 230 km/h einen Weltrekord für Schienenfahrzeuge erreichen konnte.